# سليم-سليمان
سليم-سليمان هما ملحنان، مغنيان، منتجا موسيقي، وعازفان. عُرِفَا بأعمالهما في بوليوود والتي تتجلى في تلحين أغاني الأفلام. هذا الثنائي هو في الواقع أخوان هنديان سليم ميرشانت وسليمان ميرشانت، ولدا في غوجرات، ينحدران من عائلة مسلمة. وكاختصار لإسميهما، اختارا اسم سليم-سليمان.

من بين الأفلام الهندية التي لحّنا أغانيها كال ونيل ونيكي وكريش ودهوم وقربان.

ألّف الثنائي موسيقى البوب والعديد من الوصلات الإعلانية التلفزيونية وعمل مع فنانين كـسلطان خان وزاكِر حسين. حصل الثنائي على أول عقد له في بوليوود عندما طلب كاران جوهر منه تأليف موسيقى فيلم كال. بعد ذلك صار سليم-سليمان يعملان مع كبار المنتجين والمخرجين كـياش تشوبرا وسوبهاش غهاي ورام غوبال فارما. قبل تلحين الأغاني، كانا يؤلفان الموسيقى التصويرية للأفلام.

ألف الثنائي أيضا موسيقى الفيلم الهوليوودي صولد، للمخرج الفائز بجائزة أوسكار جفري دي براوْن.

## كأس العالم لكرة القدم 2010
ألّف سليم-سليمان بالتعاون مع المغني الجنوب أفريقي لويِزو بالا وكِنيان وكاتب الأغاني إريك وَنينا أنشودة كأس العالم لكرة القدم 2010 والتي كان عنوانُها إفريقيا أنتِ نجمة.

## انديان آيدل
كان سليم ميرشانت ضمن لجنة التحكيم رُفقة أنو مالك وسونِدهي شوهان في الموسمَيْن الخامس والسادس من انديان آيدل.

## الجوائز
| الجائزة                                           | السنة | اسم الفيلم                    | اسم الفيلم (بالعربية)  |
| ------------------------------------------------- | ----- | ----------------------------- | ---------------------- |
| سكرين ستار لأفضل موسيقى تصويرية                   | 2003  | Bhoot                         | الشبح                  |
| سكرين ستار لأفضل موسيقى تصويرية                   | 2004  | دووم                          | الإنفجار               |
| إيفا لأفضل موسيقى تصويرية                         | 2005  | موجسي شادي كاروجي             | هلا تزوجيني            |
| زي سيني لأفضل موسيقى تصويرية                      | 2005  | Ab Tak Chhappan               | ست وخمسون بعيدا جدا    |
| فيلمفار لأفضل موسيقى تصويرية                      | 2007  | كريش                          | كريش                   |
| أبسَرا لأفضل مدير موسيقى ترشيح                     | 2007  | ثنائي اختاره الرب (فيلم هندي) | ثنائي اختارِتْه السماوات |
| أفضل مدير موسيقى ضمن جوائز مهرجان سيراكوس العالمي | 2008  | موضة                          | أزياء                  |
| فيلمفار لأفضل مغني لأغنية شكرا الله ترشيح         | 2010  | Kurbaan                       | قربان                  |

## وصلات خارجية
- سليم-سليمان على موقع IMDb (الإنجليزية)
- سليم-سليمان على موقع ميوزك برينز (الإنجليزية)
- سليم-سليمان على موقع قاعدة بيانات الفيلم (الإنجليزية)
- الموقع الرسمي لسليم-سليمان نسخة محفوظة 9 يوليو 2017 على موقع واي باك مشين.